# 1 (число)
Вижте пояснителната страница за други значения на 1.
Едно е естествено число, предхождано от нула и следвано от две. С арабски цифри се изписва 1, с римски – I, а по гръцката бройна система – Αʹ. Цифрата 1 (едно) се нарича още единица. В поредица едно се превръща в първа, първи, първо (1-ва, 1-ви, 1-во). Наречието за един път (еднократно) е „веднъж“.
Древногръцката математика третира единицата като принцип на броене, а не собствено като „число“, което според дефиницията на Евклид е „някакво множество от единици“.

## Математика
- По дефиниция числото 1 не е нито просто, нито съставно число, защото има само един делител – 1.
- 1 е делител на всички естествени числа.
- 1 е взаимно просто с всяко цяло число.
- 1 е първото и най-малко естествено число.
- 1 е първото и най-малко нечетно число.
- 1 е първото и най-малко положително цяло число.
- 1 е разликата между всеки две последователни естествени числа.
- При умножение, деление, степенуване и тетрануване на произволно число n с 1 се получава същото число. (n = n × 1 = n ÷ 1 = n1 = n ^ 1).
- 1 на произволна n-та степен е 1 (1n = 1).
- Всяко число n, различно от 0, на степен 0 е 1 (n ≠ 0, n0 = 1).
- 1 разделено на определена стойност n се нарича реципрочна стойност, а получената дроб 1/n се нарича аликвотна дроб.
- 1 се означава с плътна точка () в цифрите на маите.
- 1! = 1, но и 0! = 1 (по конвенция).
- 1 е първото и второто число на Фибоначи в неговата редица (0, 1, 1, 2, 3, 5, 8, ...).
- 1 е първото триъгълно число (T1 = 1).
- 1 е първото безквадратно число и второто квадратно число (след 0), като е единственото, което е едновременно безквадратно и квадратно.
- 1 е първото щастливо число.
- Цифрата 1 присъства във всички бройни системи, включително в двоичната, която има само два знака 0 и 1.
- 1 = 0,(9)
- Единична окръжност е окръжност с радиус 1.

## Други
- 1 е атомният номер на химичния елемент водород.
- Първият месец на годината е януари.
- Първият ден от седмицата е понеделник според ISO 8601, но в някои държави неделята е начален ден на седмицата (заради почитането на Шабат).
- Първата планета в Слънчевата система е Меркурий.
- Нотата до е мнемоническо обозначение на първата степен на естествения звукоред на диатоничната мажорна тоналност.
- Октавиан Август е 1-вият император на Римската империя.

## Думи с подобно значение
Думи, образувани чрез гръцката представка mono
монарх – монада – моно – моногамия – моногенеза – монокъл – мономания – монолит – монолог – монопол – монотеизъм – монотонност
Думи, образувани чрез гръцката представка alpha
алфа-частица – алфа-разпад – алфа-лъчение – алфа-мъжкар
Думи, производни на латинската дума solus
солист – соло
Думи, производни на латинската дума unus
универсален – университет – уникат – униформа – уния
Думи, производни на латинската дума prima
прима – пример – примат – примабалерина – примадона – прима виста – примавера